# Kemény Gábor (zeneszerző)
Kemény Gábor (Budapest, 1954. november 9. –) magyar zeneszerző, zongoraművész, egyetemi tanár.

## Életpályája
1968–1972 között a Bartók Béla Zeneművészeti Szakközépiskola és Gimnázium tanulója volt, ahol Soproni József oktatta. 1972–1978 között a Zeneművészeti Főiskola zongora szakán tanult, ahol Kadosa Pál és Kocsis Zoltán tanította. 1978 óta a Színház- és Filmművészeti Főiskola adjunktusa. 1985–1992 között a zalaegerszegi Hevesi Sándor Színház zenei vezetője volt. 1992–1993-ban a Nemzeti Színház zenei vezetőjeként dolgozott.

## Színházi munkái
A Színházi Adattárban regisztrált bemutatóinak száma: zeneszerzőként: 8, karmesterként: 8.

### Zeneszerzőként
- A krónikás (1984)[2]
- A Zöld Kakadu (1986)
- A Notre Dame-i toronyőr (1989)
- Quasimodo (2005)
- Kiálts a szeretetért (2005-2006)
- Casting (2006)
- Hagymácska (2007)

### Karmesterként
- Woldin: Kitörés (1982)
- Zerkovitz Béla: Csókos asszony (1987)
- Gay: Me and My Girl (1988)
- Hamlisch: Michael Bennett emlékére (1988)
- Hamlisch: Édeskettes hármasban (2007)
- Csákányi - Kulka (2008)
- Kander: Kabaré (2010)

## Művei
- A krónikás (rockopera, 1984)
- Mélyvíz (musical, 1984)
- Zöld kakadu (musical, 1986)
- A Notre Dame-i toronyőr (musical)